# Norbert Pinkus
Norbert Naftali Pinkus (ur. w 1879 w Warszawie, zm. 15 marca 1938 tamże) – prawnik i ekonomista.
Ukończył gimnazjum w Warszawie i wydział prawny Uniwersytetu Warszawskiego (1902). Jego pierwszą pracą naukową wydaną w 1902 byłp Ubezpieczenie robotników w Niemczech. Następnie studiuje nauki społeczne, matematykę i filozofię na uniwersytecie w Getyndze. W 1905 uzyskuje doktorat na podstawie pracy „Das Problem des Normalen in der Nationalökonomie. Beitrag zur Erforschung der Störungen im Wirtschaftsleben“ wydanej drukiem w 1906 roku przez wydawnictwo Duncker & Humblot.
Po powrocie do kraju, w latach 1907-1915 członek Towarzystwa Kursów Naukowych w Warszawie. Był także sekretarzem TKN (1907-1913) oraz wykładowcą Wydziału Humanistycznego, gdzie wykładał ekonomię polityczną (1907-1915), historię doktryn politycznych (1912-1914) i statystykę (1907-1908). Od 1913 był mężem Adeli z Makowskich.
W 1915 został ewakuowany w głąb Rosji. Tam uczestniczył w akcji pomocy na rzecz uchodźców wojennych, m.in. w Polskim Towarzystwie Pomocy Ofiarom Wojny i Towarzystwie Pomocy Uciekinierom Żydom. Od 1918 był radcą Poselstwa Rady Regencyjnej w Moskwie.
Po powrocie do kraju w końcu 1918 radca Ministerstwa Pracy i Opieki Społecznej. Następnie prowadził kancelarię adwokacką w Warszawie przy ul. Elektoralnej 4. Był również radcą prawnym banków angielskich w Polsce. Autor artykułów w "Gazecie Sądowej" i "Prawdzie" w Łodzi.